# Afrikanische Nationenmeisterschaft 2011
Die Afrikanische Nationenmeisterschaft 2011 ist die zweite Auflage des vom Afrikanischen Fußballverband organisierten Turniers für Fußball-Nationalmannschaften Afrikas.
Die Afrikanische Nationenmeisterschaft wurde 2011 im Sudan ausgetragen und fand erstmals mit 16 Mannschaften statt. Dabei waren nur Spieler spielberechtigt, die in den nationalen Meisterschaften ihrer Heimatländer spielten.

## Teilnehmer
- Sudan (Gastgeber)
- Algerien (Nordzone)
- Angola (Südzone)
- Elfenbeinküste (Westzone B)
- Gabun (Zentralzone)
- Ghana (Westzone B)
- Kamerun (Zentralzone)
- D.R. Kongo (Zentralzone)
- Mali (Westzone A)
- Niger (Westzone B)
- Ruanda (Zone Zentral-Osten)
- Senegal (Westzone A)
- Simbabwe (Südzone)
- Südafrika (Südzone)
- Tunesien (Nordzone)
- Uganda (Zone Zentral-Osten)

## Spielorte
| Stadt      | Provinz          | Stadion                | Kapazität |
| ---------- | ---------------- | ---------------------- | --------- |
| Wad Madani | al-Dschazira     | Stadion von Wad Madani | 15.000    |
| Khartum    | al-Chartum       | Stadion von Khartum    | 15.000    |
| Bur Sudan  | al-Bahr al-ahmar | Stadion von Bur Sudan  | 7.000     |
| Omdurman   | al-Chartum       | Al-Hilal Stadion       | 45.000    |
| Omdurman   | al-Chartum       | Al-Merrikh Stadion     | 43.000    |

## Gruppenphase
Die 16 Mannschaften wurden auf vier Gruppen mit jeweils vier Teams geteilt. Die Sieger und die Zweitplatzierten aller Gruppen kamen jeweils ins Viertelfinale.

### Gruppe A
| Pl. | Land     | Sp. | S | U | N | Tore    | Diff. | Punkte |
| --- | -------- | --- | - | - | - | ------- | ----- | ------ |
| 1.  | Sudan    | 3   | 2 | 1 | 0 | 002:000 | +2    | 07     |
| 2.  | Algerien | 3   | 1 | 2 | 0 | 004:200 | +2    | 05     |
| 3.  | Gabun    | 3   | 1 | 1 | 1 | 004:400 | ±0    | 04     |
| 4.  | Uganda   | 3   | 0 | 0 | 3 | 003:500 | −2    | 0      |

### Gruppe B
| Pl. | Land      | Sp. | S | U | N | Tore    | Diff. | Punkte |
| --- | --------- | --- | - | - | - | ------- | ----- | ------ |
| 1.  | Südafrika | 3   | 3 | 0 | 0 | 006:200 | +4    | 09     |
| 2.  | Niger     | 3   | 2 | 0 | 1 | 002:200 | ±0    | 06     |
| 3.  | Simbabwe  | 3   | 1 | 0 | 2 | 002:300 | −1    | 03     |
| 4.  | Ghana     | 3   | 0 | 0 | 3 | 001:400 | −3    | 0      |

### Gruppe C
| Pl. | Land           | Sp. | S | U | N | Tore    | Diff. | Punkte |
| --- | -------------- | --- | - | - | - | ------- | ----- | ------ |
| 1.  | Kamerun        | 3   | 3 | 0 | 0 | 005:000 | +5    | 09     |
| 2.  | D.R. Kongo     | 3   | 1 | 1 | 1 | 003:400 | −1    | 04     |
| 3.  | Elfenbeinküste | 3   | 1 | 0 | 2 | 002:400 | −2    | 03     |
| 4.  | Mali           | 3   | 0 | 0 | 3 | 001:300 | −2    | 0      |

### Gruppe D
| Pl. | Land     | Sp. | S | U | N | Tore    | Diff. | Punkte |
| --- | -------- | --- | - | - | - | ------- | ----- | ------ |
| 1.  | Tunesien | 3   | 2 | 1 | 0 | 006:200 | +4    | 07     |
| 2.  | Angola   | 3   | 1 | 2 | 0 | 003:200 | +1    | 05     |
| 3.  | Senegal  | 3   | 1 | 1 | 1 | 002:200 | ±0    | 04     |
| 4.  | Ruanda   | 3   | 0 | 0 | 3 | 001:700 | −6    | 0      |

## K.o.-Phase

### Viertelfinale
| Paarung        | Südafrika – Algerien                     |
| Ergebnis       | 0:2 (0:1)                                |
| Datum          | 18. Februar 2011                         |
| Stadion        | Khartoum Stadium, Khartum                |
| Schiedsrichter | Ousmane Fall ( Senegal)                  |
| Tore           | 0:1 Maïza (44.) 0:2 Metref Goal (90.+2') |

| Paarung        | Sudan – Niger |
| Ergebnis       | 1:1 n. V. (1:1, 1:0), 4:3 i. E. |
| Datum          | 18. Februar 2011 |
| Stadion        | Al-Hilal Stadium, Omdurman |
| Schiedsrichter | Daniel Bennett ( Südafrika) |
| Tore           | 1:0 Bakri (17.) 1:1 Modibo (65.) Elfmeterschießen: 0:1 Idrissa 1:1 Mohamed El Tahir 1:1 Modibo 1:1 Saif Eldin 1:2 Abdoul Karim 2:2 Musaab 2:2 Sabiou 3:2 Mohamed El Khider 3:3 Moctar 4:3 Hitham |

| Paarung        | Kamerun – Angola |
| Ergebnis       | 0:0 n. V., 7:8 i. E. |
| Datum          | 19. Februar 2011 |
| Stadion        | Al Merreikh Stadium, Merrikh |
| Schiedsrichter | Eddy Maillet ( Seychellen) |
| Tore           | Elfmeterschießen: 0:1 Job 1:1Bebey 1:1 Osório 2:1 Balokog 2:2 Miguel 3:2 Nguemaleu 3:3 Kali 4:3 Ashu 4:4 Love 4:4 Sagong 4:5 Santana 5:5 Ndame 5:6 D.Masunguna 6:6 Moundi 6:7 Zé Kalanga 7:7 Monkam 7:8 Fabricio 7:8 Ekane |

| Paarung        | Tunesien – D.R. Kongo     |
| Ergebnis       | 1:0 (0:0)                 |
| Datum          | 19. Februar 2011          |
| Stadion        | Khartoum Stadium, Khartum |
| Schiedsrichter | Koman Coulibaly ( Mali)   |
| Tore           | 1:0 Dhaouadi Goal (50.)   |

### Halbfinale
| Paarung        | Algerien – Tunesien |
| Ergebnis       | 1:1 n. V. (1:1, 0:0), 3:5 i. E. |
| Datum          | 22. Februar 2011 |
| Stadion        | Khartoum Stadium, Khartum |
| Schiedsrichter | Rajindraparsad Seechurn ( Marokko) |
| Tore           | 1:0 Salema Kasdaoui (50.) 1:1 Abdelmoumene Djabou (62.) Elfmeterschießen: 0:1 Darragi 1:1 Feham 1:2 Souissi 2:2 Lemmouchia 2:3 Gharbi 3:3 Meftah 3:4 Hicheri 3:4 Metref 3:5 Korbi |

| Paarung        | Sudan – Angola                                              |
| Ergebnis       | 1:1 n. V. (1:1, 1:0), 2:4 i. E.                             |
| Datum          | 22. Februar 2011                                            |
| Stadion        | Al Merreikh Stadium, Merrikh                                |
| Schiedsrichter | Désiré Noumandiez Doué ( Elfenbeinküste)                    |
| Tore           | 1:0 Saif Eldin Ali (45.) 1:1 Love (71.) Elfmeterschießen: ? |

### Spiel um Platz drei
| Paarung        | Algerien – Sudan             |
| Ergebnis       | 0:1 (0:1)                    |
| Datum          | 25. Februar 2011             |
| Stadion        | Al Merreikh Stadium, Merrikh |
| Schiedsrichter | Eddy Maillet ( Seychellen)   |
| Tore           | 0:1 El Tahir (37.)           |

### Finale
Im 2. Finale der Afrikanischen Nationenmeisterschaft trafen am 25. Februar 2011 Tunesien und Angola aufeinander.
| Paarung        | Tunesien – Angola                                     |
| Ergebnis       | 3:0 (1:0)                                             |
| Datum          | 25. Februar 2011                                      |
| Stadion        | Al Merreikh Stadium, Merrikh                          |
| Schiedsrichter | Daniel Bennett ( Südafrika)                           |
| Tore           | 1:0 Traoui (47.) 2:0 Dhaouadi (74.) 3:0 Darragi (80.) |